# Fontecha (Palencia)

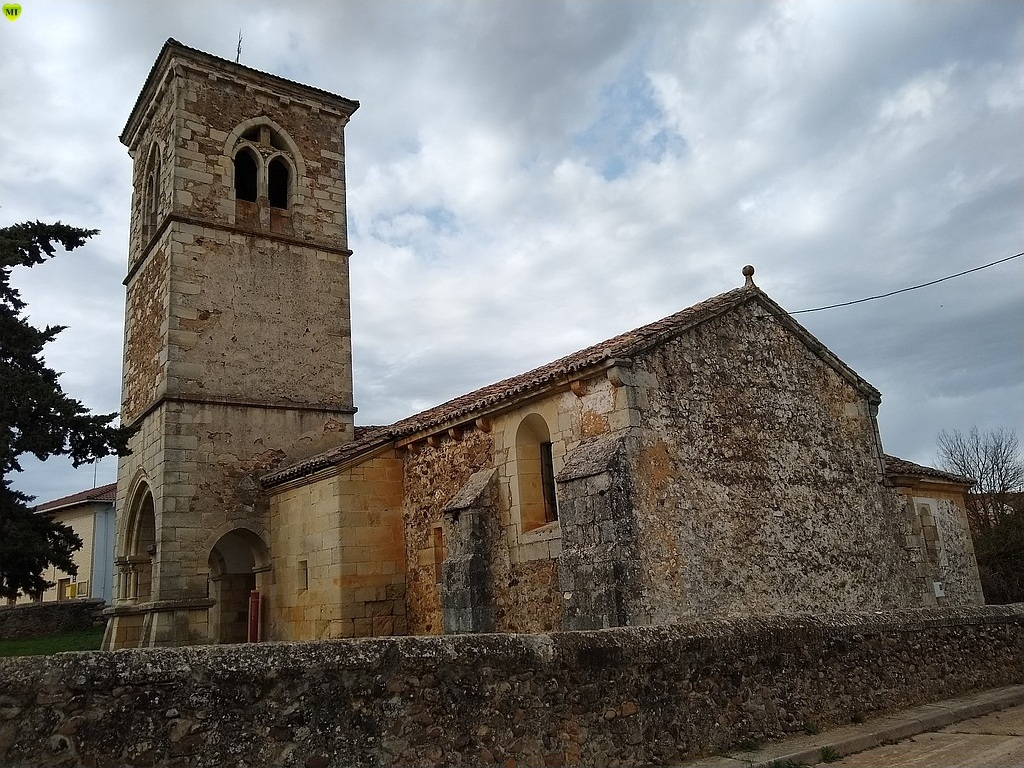
Iglesia de Santiago Apóstol

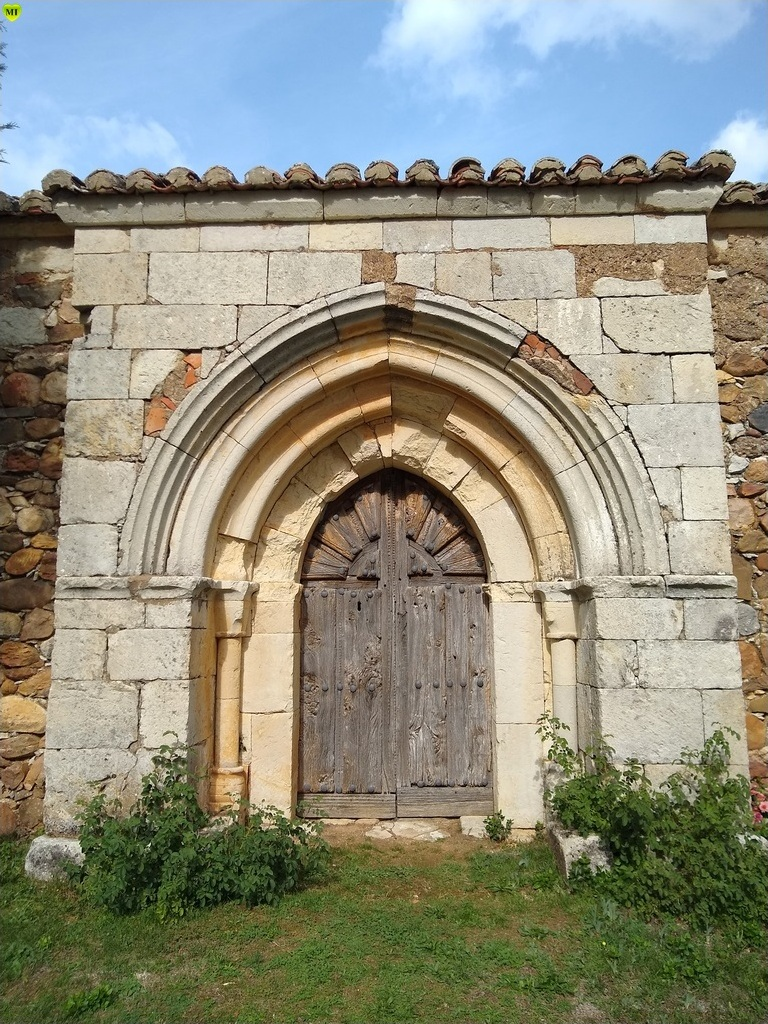
Ermita de la Virgen de Anfolada

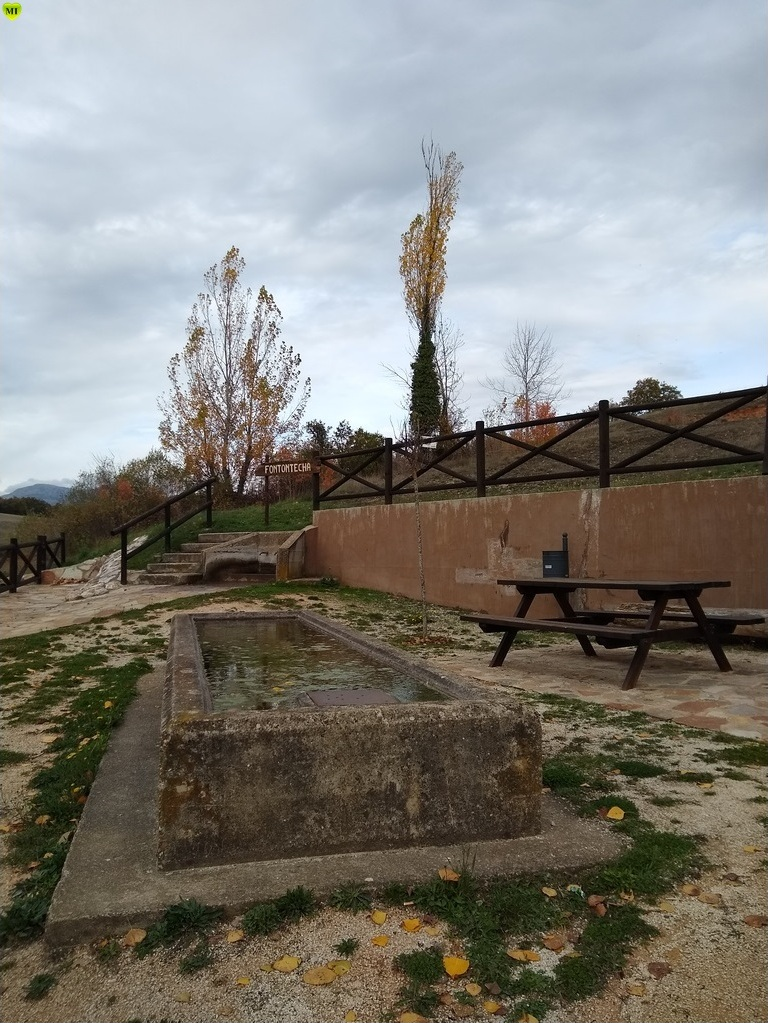
Fontontecha

Fontecha de la Peña es una localidad de la provincia de Palencia (Castilla y León, España) que pertenece al municipio de Respenda de la Peña.

## Localidades más cercanas
Las poblaciones más cercanas son: Respenda de la Peña, (4 km), Villanueva de Abajo(3,3 km) y Viduerna (3,7 km).

## Demografía
Evolución de la población en el siglo XXI
| Gráfica de evolución demográfica de Fontecha entre 2000 y 2020     |
|                                                                    |
| Población de derecho (2000-2020) según el padrón municipal del INE |

## Señas de identidad
El elemento que identifica al pueblo es su fuente, Fontontecha que significa fuente escondida, se encuentra a la entrada del pueblo, donde van los vecinos y los habitantes de los pueblos de alrededor a coger su preciada agua que mantiene la misma temperatura tanto en verano como en invierno . Una de las características de este pueblo es la presencia de multitud de fuentes (Fuentebanil, Fuenteseria, Caño Valdelar...)

Es la ermita que da la bienvenida al pueblo.Se encuentra en el Valle de Anfolada.Es la ermita que da la bienvenida al pueblo.Se encuentra en el Valle de Anfolada.

## Historia
A la caída del Antiguo Régimen la localidad se constituye en municipio constitucional que en el censo de 1842 contaba con 34 hogares y 177 vecinos, para posteriormente integrarse en Respenda de la Peña.

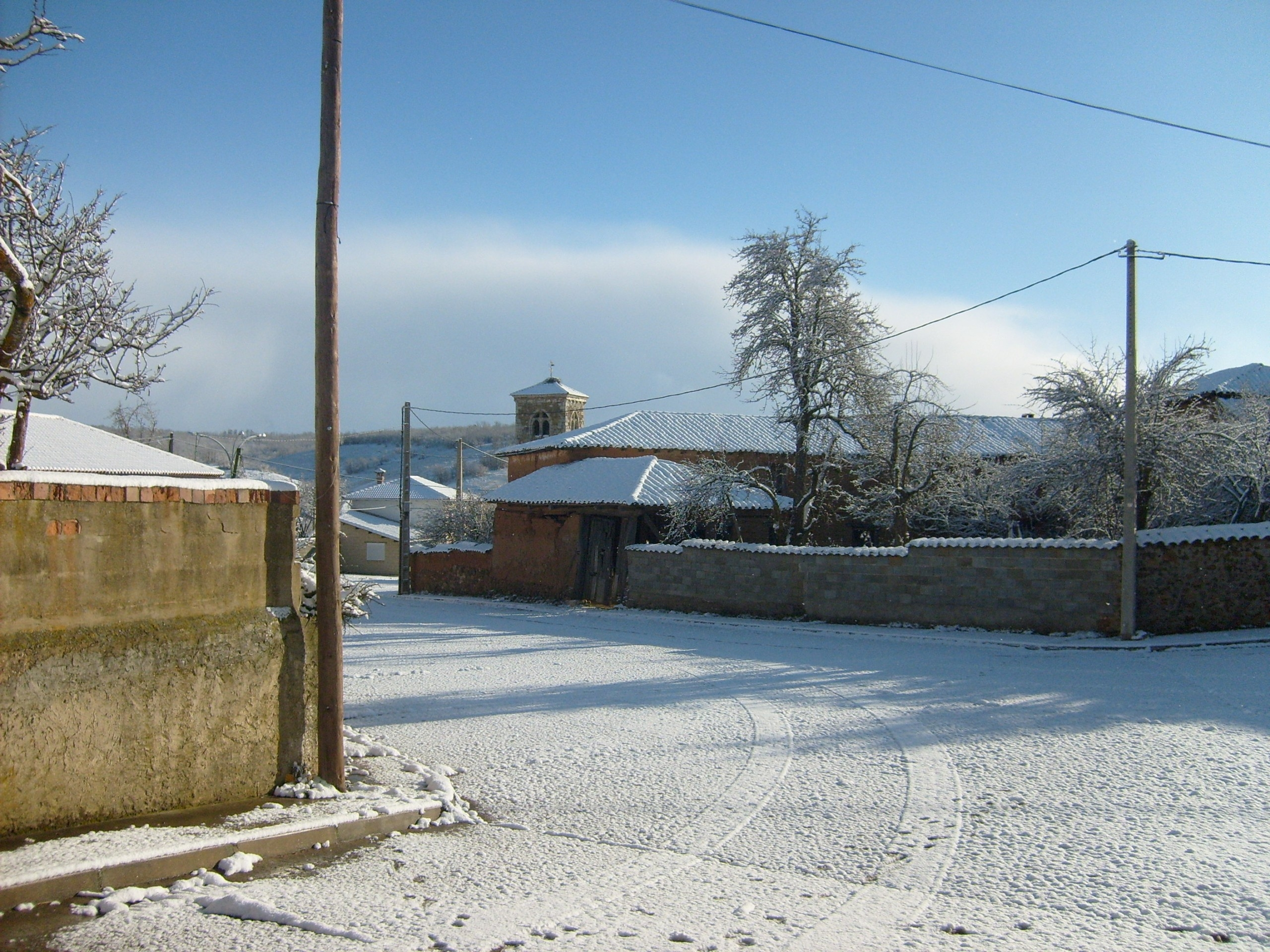
Calle Santiago o calle mayor

En año 1990 se llevó a cabo una prospección petrolífera en el término de Pentinela Y Valdemorata. Todavía se puede apreciar una plataforma de cemento en medio de una tierra de cultivo.

### Siglo XIX
Así se describe a Fontecha en la página 132 del tomo VIII del Diccionario geográfico-estadístico-histórico de España y sus posesiones de Ultramar, obra impulsada por Pascual Madoz a mediados del siglo XIX:

FONTECHA

Lugar con ayuntamiento en la provincia de Palencia (18 leguas), partido judicial de Cervera de Río Pisuerga (4), diócesis de León (14), audiencia territorial y capitanía general de Valladolid (26).
Situado en vega, donde le combaten los vientos del N y O; el clima es sano y las enfermedades más comunes dolores de costado y constipados.
Las casas que lo componen son de mediana construcción; tiene 1 iglesia parroquial bajo la advocación de Santiago, servida por 1 cura párroco que se provee en patrimoniales mediante oposición ante el ordinario y un beneficiado, habiendo además dos capellanías con cargo de misas; el cementerio está en paraje que no puede perjudicar a la salubridad pública; y las aguas de que se surte el vecindario son de buena calidad; hay por último una escuela de primeras letras para niños de ambos sexos.
Confina el término N Villa Oliva; E Viduerna; S Villanueva de Abajo, y O Cornón.
El término es fértil y bastante productivo, bañándolo un pequeño arroyo que se forma de los manantiales que se encuentran alrededor de la población.
Los caminos son de pueblo a pueblo en regular estado.
Producciones: trigo, cebada, avena, titos y lino; ganado lanar y vacuno, y caza de liebres y perdices. Industria: la agrícola.
Población: 34 vecinos, 178 almas.

Capital productivo: 49.000 reales. Imponible: 2.680.

## Tradiciones
Tiene muchas tradiciones religiosas y paganas, entre ellas destacan las fiestas populares dedicadas a Santiago Apóstol y se celebran el 25 de julio. Con su procesión del santo, un repique de campanas muy característico.
También cuentan con la llamada "Procesión del Encuentro" celebrada el Domingo de Resurrección.
Los carnavales son otra tradición en la que se vestían de "Zamarrones", disfraces hechos con pieles de corderos.
En la valla que se encuentra al lado están los nombres de los mozos y las mozas del pueblo que han pasado el verano en el pueblo desde el año 1994.

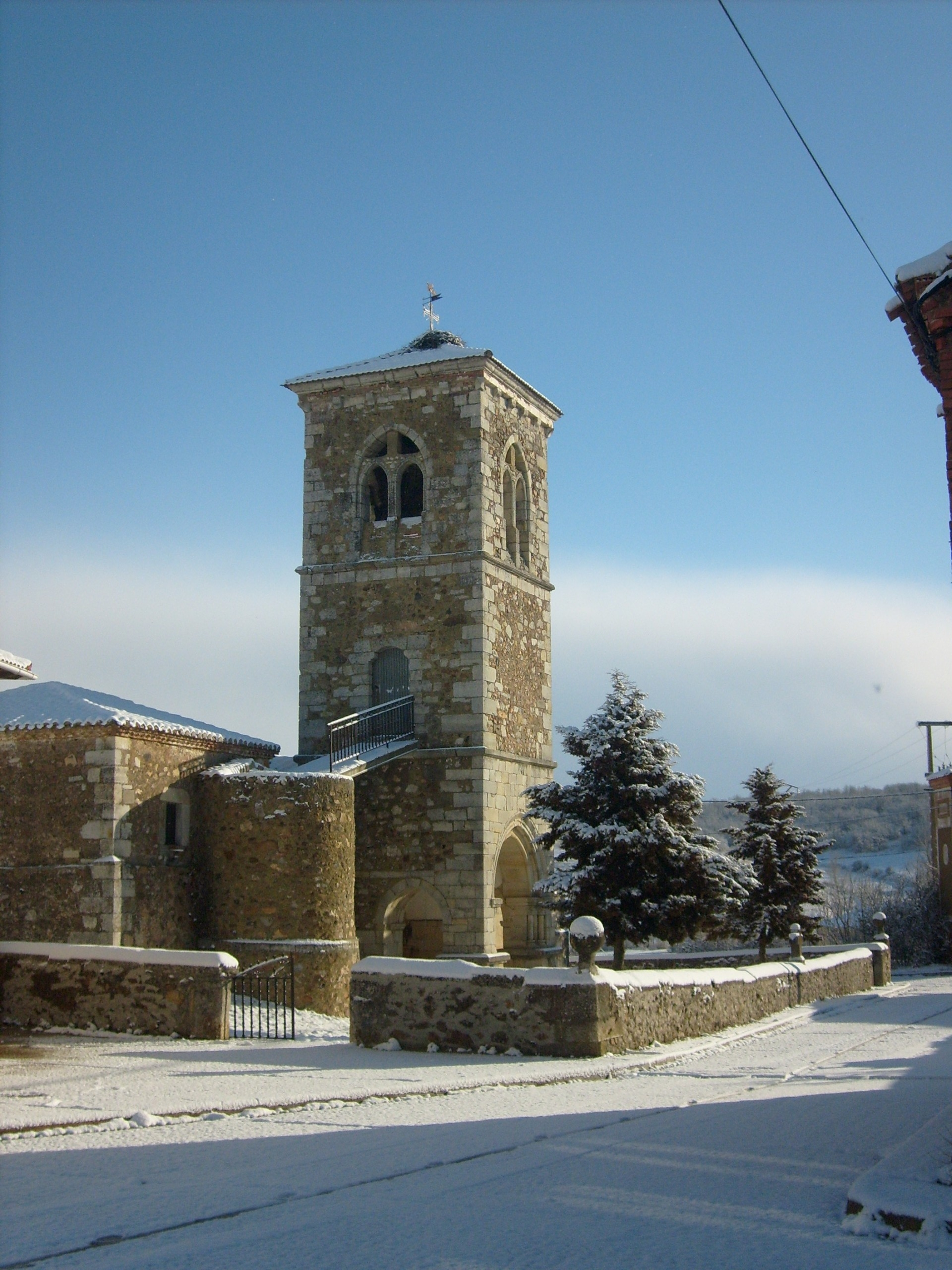
La iglesia del pueblo bajo advocación de Santiago Apóstol.

## Turismo
En el pueblo se pueden realizar diversas actividades. Ir en bicicleta por rutas pedestres pues el pueblo está enclavado en un valle rodeado de robledales y pinares. 
Otra actividad interesante es visitar sus lagunas, tanto andando como en bici, que se encuentran en medio del pinar. Son tres lagunas, llamadas: Laguna grande, Laguna de en medio y Laguna de Cornón. Es un punto de encuentro de distintas especies de aves migratorias, ya que mantiene sus niveles hídricos durante todo el año. 
También podemos acompañar, en el verano, a los agricultores en sus distintas actividades entre ellas cosechar, empacar, llevar al grano a los almacenes...

## Lugares de interés
Ruta de los Pantanos, Pico Espigüete, Pico Curavacas, Pico del Fraile, el Brezo y disfrutar de la belleza de la Montaña Palentina. Lagunas de Fontecha (Grande y de en medio)

## Excursiones
Visitar pueblos del alrededor, Respenda de la Peña, Cervera de Pisuerga, Guardo, Congosto de Valdavia, Báscones de Ojeda, Santibáñez de la Peña, Recueva de la Peña, Villalbeto de la Peña, Roscales de la Peña, Santana.

## Fauna
Se puede encontrar gran variedad de fauna salvaje por los terrenos de Fontecha de la Peña. Algunas de las especies son:

Mamíferos
Corzo (Capreolus capreolus)
Ciervo (Cervus elaphus)
Jabalí (Sus scrofa)
Zorro (vulpes vulpes)
Lobo (Canis lupus)
Oso (Ursus arctos)
Garduña (Martes foina)

Aves
Gorrión (Passer domesticus)
Carbonero común (Parus major)
Zorzal (Turdus philomelos)
Abubilla (Upupa epops)
Urraca (Pica pica)
Cuervo (Corvus corax)
Buitre leonado (Gyps fulvus)
Milano real (Milvus milvus)
Cernícalo vulgar (Falco tinnunculus)
Garza común (Ardea alba)
Codorniz (Coturnix coturnix)

Reptiles
Lagarto ocelado (Timon lepidus)
Lagartija ibérica (Podarcis hispanicus)
Vívora hocicuda (Vipera latastei)
Culebra viperina (Natrix maura)
Culebra de collar (Natrix astreptophora)

Anfibios
Rana común (Pelophylax perezi)
Rana de San Antonio (Hyla arborea)
Sapo común (Bufo bufo)